# Emilio Costa Tomás
Emilio Costa Tomás (Alicante, 1881 - Orán, 29 de marzo de 1939) fue un periodista español.

## Biografía
Oriundo de Alicante, cursó estudios de Filosofía y Letras en la Universidad Central de Madrid. En 1907 fundaría el Diario de Alicante, que durante los siguientes años se convertiría en uno de los principales rotativos alicantinos. Más adelante llegó a ejercer como director del Diario de Levante. Miembro del Partido Radical de Alejandro Lerroux, durante la Segunda República se pasaría las filas del Partido Radical Demócrata y, posteriormente, de Unión Republicana. Al final de la Guerra civil marchó al exilio, acompañado de su sobrino Carmelo Alberola Costa, logrando llegar a la Argelia francesa. Falleció en Orán el 29 de marzo de 1939.